# Mik Borsten
Mik Borsten (1962) is een Nederlandse ultra-atleet en duursporter uit Amersfoort. Hij werkt als sporttherapeut in de psychiatrie. Hij vestigde diverse ultrarecords, ondernam tweemaal een poging de Spartathlon te lopen en won vijfmaal als individuele deelnemer de Trans Holland Triathlon. Ook won hij zevenmaal een dubbele triatlon.

## Loopbaan
Op 25 december 2006 liep Borsten 100 km hard op een loopband in een tijd van 8:57.20. Deze actie was ter ondersteuning van Stichting KiKa en Stichting Leukemie.
Borsten zoekt vaker de uitdaging op. Zo legde hij in 2004 de 180 kilometer van een triatlon steppend af in plaats van fietsend. In 2000 vestigde hij een officieus wereldrecord "indoor triatlon", bestaande uit 3,8 km zwemmen in een zwembad, 180 kilometer fietsen op de hometrainer en een marathon hardlopen op een loopband, in een tijd van 7:44.13. Het fietsonderdeel is bij deze "indoor triatlon" volbracht met een gemiddelde snelheid van 60 kilometer per uur. In 2000, 2004, 2005, 2006 en 2007 won Borsten als individueel deelnemer de Trans Holland Triathlon. Deze wedstrijd bestaat uit 20 kilometer kanovaren, 260-290 kilometer ATB fietsen over strand, en ruim 90 kilometer hardlopen vanaf Scheveningen naar Amersfoort.
In 2008 deed Borsten op de triatlon van Almere op beide dagen mee: op zaterdag 30 augustus nam hij deel aan de Ironman-afstand, een dag later de WK-serie over de 3OD-afstand. Zijn doel was geld in te zamelen voor Stichting De Luchtballon, een organisatie die therapeutische zomerkampen organiseert voor kinderen met astma.
Borsten studeerde in 1988 af als fysiotherapeut en werkt sinds 1991 als runningtherapeut. Hij is een van de eerste therapeuten die hardlopen tegen depressies succesvol ingezet heeft.